# Museo d'arte della fondazione Pagliara
Il Museo d'arte della Fondazione Pagliara è un museo di Napoli (aperto su prenotazione), annesso all'Istituto Suor Orsola Benincasa, ente culturale di primaria importanza della città.

## Storia
L'istituto venne in possesso delle opere d'arte nel 1947, grazie a una donazione delle sorelle del defunto Rocco Pagliara, scrittore napoletano e alcuni anni dopo (1952) fu completato l'allestimento museale, con una serie di sale, con arredi e opere del periodo XVI-XIX secolo.

## Esposizione
La collezione artistica è costituita di raccolte di dipinti (in gran parte di piccolo formato) di pittori italiani e stranieri, sculture in marmo, gesso e terracotta, mobili, ceramiche locali ed europee, incisioni e tessuti.
Tra le numerose decine di dipinti dei secoli XVI, XVII e XVIII vanno menzionati per importanza: Le stimmate di San Francesco di El Greco, Tobiolo e l'angelo di Claude Lorrain, il contadino in riposo attribuito a Michael Sweerts (diffusore del movimento dei bamboccianti), la Madonna del Rosario e santi domenicani di Luca Giordano (bozzetto della grande pala d'altare della Chiesa del Rosario alle Pigne), l'Ester e Assuero di Bernardo Cavallino, la Sacra famiglia con San Giovannino attribuita a Cesare Fracanzano, il Paesaggio con figure del francese Jean-Baptiste Camille Corot, il Ritratto di Maria Carolina di Angelica Kauffman, Giorgio IV e i suoi ammiragli di Joshua Reynolds, il Ritratto di dama di Orazio Solimena, l'Autoritratto di Paolo De Majo, il Baccanale di Giacomo del Pò, il Re David di Sebastiano Conca e il San Giuseppe e il Gesù Bambino di Giuseppe Bonito.
Discretamente consistente è la presenza di opere di importanti artisti napoletani e meridionali dell'Ottocento, come: Domenico Morelli, Paolo Vetri, Eduardo Dalbono, Giuseppe Casciaro, Federico Rossano, Vincenzo Caprile, Edoardo Monteforte, Gaetano Esposito, Giacinto Gigante, Consalvo Carelli (pittori), Vincenzo Gemito, Francesco Jerace, Achille D'Orsi, Nicola Renda e Tommaso Solari (scultori).